# L'amante scomoda
L'amante scomoda è un film thriller erotico del 1990, diretto da Luigi Russo.

## Trama
Sante, che lavora nell'azienda del suocero e sta per ottenere un'importante promozione, ritiene scomoda la presenza nella sua vita dell'amante Greta: per lui contano solo la carriera e i soldi della moglie Anna. Si rivolge così all'amico Achille, incaricandolo di togliergli di mezzo Greta. Questi tenta di ucciderla, senza riuscirvi. Quando Sante, che ha confessato la relazione alla moglie, torna a casa, trova la morte per mano di Greta, che l'ha scambiato, essendo mascherato, per lo sconosciuto assassino. Greta fugge, ma è raggiunta da Achille, che questa volta riesce a ucciderla. Anna e Achille ora potrebbero vivere finalmente insieme, se non che questi, certo dell'impunità, viene scoperto per l'inconsapevole "gioco" del suo figlioletto che, trovati per caso in automobile guanti, passamontagna e arma usati per il delitto, si mette a giocare al bandito proprio davanti al commissario che sta indagando.